# Course de côte Zbraslav - Jíloviště

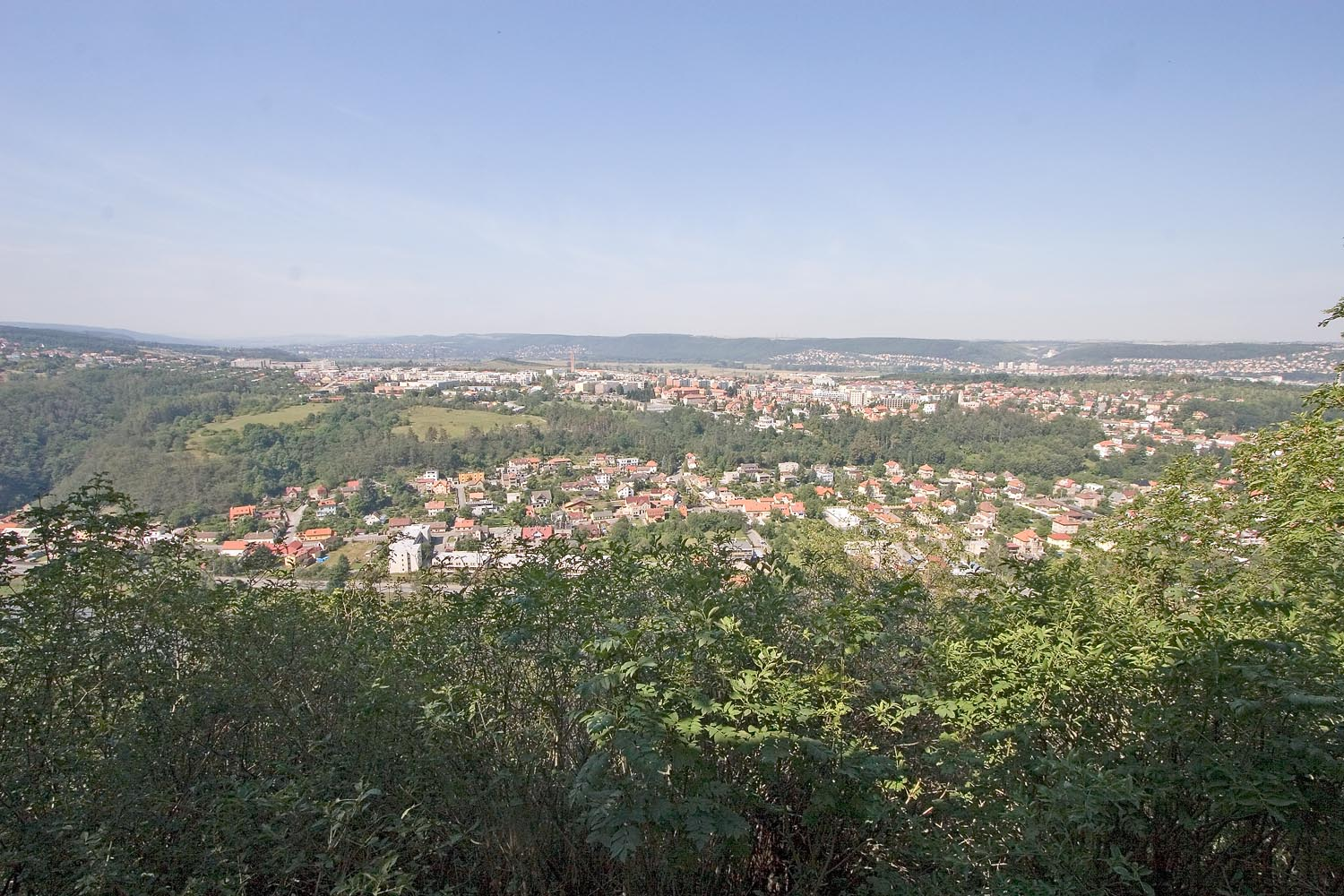
Alentours de Zbraslav.

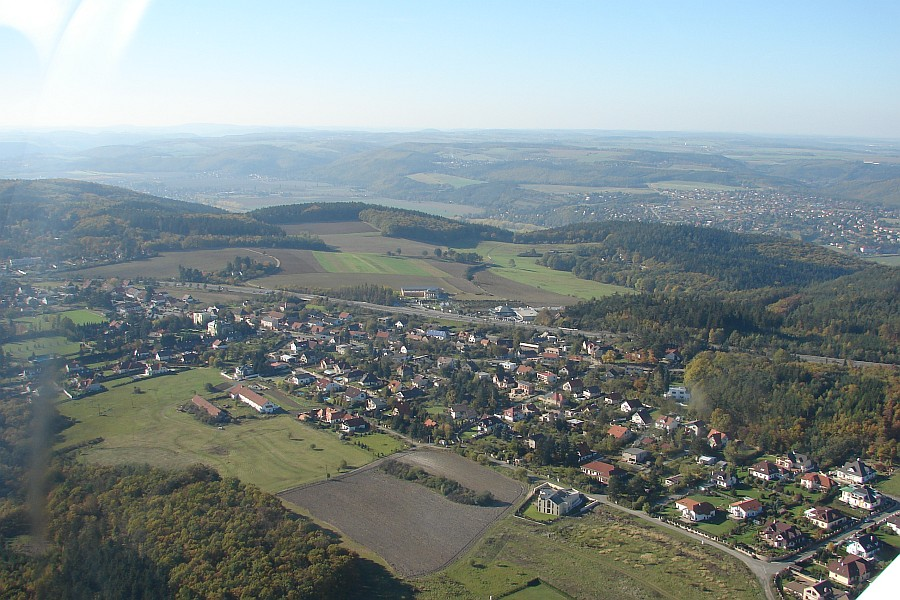
Alentours de Jíloviště.

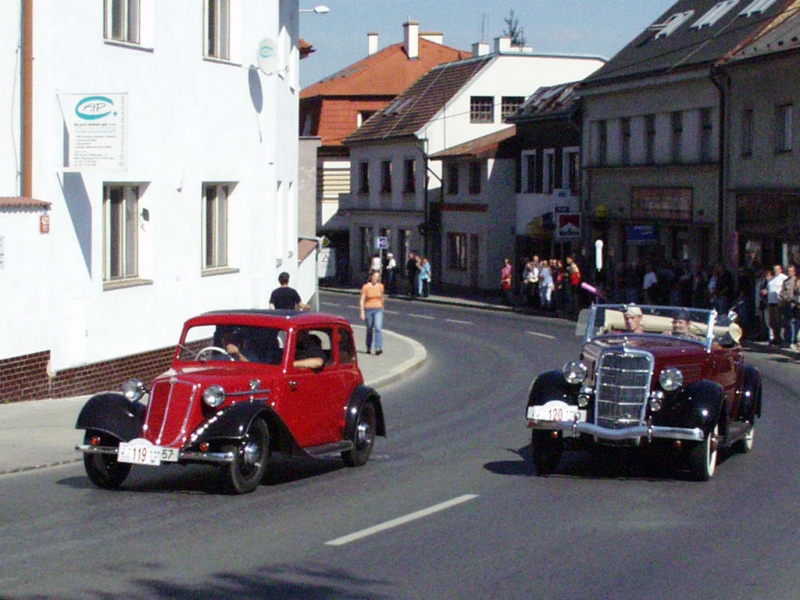
Une vue prise lors de l'actuelle course Historic.

La course de côte Zbraslav-Jíloviště est une ancienne compétition automobile tchèque disputée en Bohème pour voitures de course et motocyclettes, dans la région de Bohême centrale à l'ouest de Prague, sur un parcours immuable de 5.6 kilomètres. Elle se déroulait habituellement au printemps, entre la mi-avril et la mi-mai (hormis la première année, fin mars).

## Histoire
Ses deux dernières éditions ont compté pour le Championnat d'Europe de la montagne (en 1930 et 1931), en étant organisées à l'ouverture saisonnière de celui-ci. 
En 1931, Rudolf Caracciola obtient le temps record de l'ascension, en 2 min 42 s 73, sur Mercedes-Benz SSKL. Mercedes-Benz s'y est imposé à quatre reprises, et Otto Salzer à trois avec la marque.
Les compétitions Historic (Závod Zbraslav - Jíloviště) commencent en 1967. Elles sont organisées par le Veteran Car Club Praha, annuellement le premier samedi de la nouvelle année scolaire.

## Palmarès avant-guerre
| Année     | Vainqueur            | Voiture                       |
| --------- | -------------------- | ----------------------------- |
| 1908      | Carl Jörns           | Opel 47/100 PS                |
| 1909-1910 | Épreuve non disputée | Épreuve non disputée          |
| 1911      | Otto Hieronimus      | Laurin-Klement                |
| 1912      | Épreuve non disputée | Épreuve non disputée          |
| 1913      | Carl Jörns           | Opel                          |
| 1914      | Franz Hörner         | Benz 200 HP                   |
| 1915-1920 | Épreuve annulée      | Épreuve annulée               |
| 1921      | Otto Salzer          | Mercedes-Benz                 |
| 1922      | Otto Salzer          | Mercedes-Benz 28/95 hp        |
| 1923      | Hermann Rützler      | Steyr 4,5 l                   |
| 1924      | Otto Salzer          | Mercedes-Benz 2,0 l 1923 Indy |
| 1925      | Albert Divo          | Delage Sprint II 6,0 l        |
| 1926      | Eliška Junková       | Bugatti 2,0 l                 |
| 1927      | Huldreich Heusser    | Steyr 5,0 l                   |
| 1928      | Épreuve non disputée | Épreuve non disputée          |
| 1929      | Hans Stuck           | Austro-Daimler ADM-R 3,0 l    |
| 1930      | Hans Stuck           | Austro-Daimler ADR 3,6 l      |
| 1931      | Rudolf Caracciola    | Mercedes-Benz SSKL            |